# ATC B – Vér és vérképzőszervek
Az ATC B – Vér és vérképzőszervek az anatómiai, gyógyászati és kémiai osztályozási rendszer (ATC) egyik fő csoportja.
| ATC B   | Vér és vérképzőszervek                  |
| ------- | --------------------------------------- |
| ATC B01 | Trombózis kezelésére használatos szerek |
| ATC B02 | Vérzéscsillapítók                       |
| ATC B03 | Vérszegénység elleni készítmények       |
| ATC B05 | Vérpótlók és perfúziós oldatok          |
| ATC B06 | Egyéb hematológiai szerek               |